# Olympische Sommerspiele 2000/Teilnehmer (Mongolei)
| Gelbes Symbol für Goldmedaillen mit stilisierten Olympischen Ringen | Graues Symbol für Silbermedaillen mit stilisierten Olympischen Ringen | Braundes Symbol für Bronzemedaillen mit stilisierten Olympischen Ringen |
| ------------------------------------------------------------------- | --------------------------------------------------------------------- | ----------------------------------------------------------------------- |
| —                                                                   | —                                                                     | —                                                                       |

Die Mongolei nahm an den Olympischen Sommerspielen 2000 in Sydney mit 20 Athleten (zwölf Männer und acht Frauen) in sechs Sportarten teil. Es konnten dabei keine Medaillen gewonnen werden. Fahnenträger bei der Eröffnungsfeier war der Ringer Badmaanjambuugiin Bat-Erdene.

## Teilnehmer nach Sportarten

### Boxen
Männer
- Tümentsetsegiin Üitümen
Leichtgewicht: 1. Runde

### Judo
| Männer - Badmaanyambuugiin Bat-Erdene Schwergewicht: 2. Runde - Dorjpalamyn Narmandakh Ultraleichtgewicht: 13. Platz - Pürevdorjiin Nyamlkhagva Halbleichtgewicht: 13. Platz - Tsend-Ayuushiin Ochirbat Halbmittelgewicht: Viertelfinale - Batjargalyn Odkhüü Mittelgewicht: 1. Runde | Frauen - Sambuugiin Dashdulam Halbschwergewicht: 9. Platz - Khishigbatyn Erdenet-Od Leichtgewicht: 9. Platz - Dorjgotovyn Tserenkhand Mittelgewicht: Viertelfinale |

### Leichtathletik
| Männer - Puntsag-Ochiryn Pürevsüren 800 Meter: Vorläufe | Frauen - Baatarchüügiin Battsetseg 5000 Meter: Vorläufe |

### Ringen
Männer
- Tümen-Ölziin Mönkhbayar
Mittelgewicht, Freistil: 19. Platz

- Ojuunbilegiin Pürewbaatar
Federgewicht, Freistil: nachträglich disqualifiziert

- Dolgorsürengiin Sumjaabadsar
Superschwergewicht, Freistil: 13. Platz

- Tümendembereliin Züünbayan
Bantamgewicht, Freistil: 16. Platz

### Schießen
Frauen
- Zorigtyn Batkhuyag
Luftgewehr: 20. Platz
Kleinkaliber, Dreistellungskampf: 23. Platz

- Munkhbayar Dorjsuren
Luftpistole: 36. Platz
Sportpistole: 25. Platz

- Otrjadyn Gündegmaa
Luftpistole: 9. Platz
Sportpistole: 6. Platz

### Schwimmen
| Männer - Ganaagiin Galbadrakh 100 Meter Freistil: 67. Platz | Frauen - Sanjaajamtsyn Altantuyaa 100 Meter Freistil: 53. Platz |